# نگرش سیاسی محمدعلی فروغی
محمّدعلی فروغی وزیر و وکیل و رئیسِ دیوان و سفیرِ ایران و نویسنده و متفکّرِ سیاسی بود. نگرشِ سیاسیِ او از زمانِ خودش تا به بعد همواره محلِّ بحث بوده است. فروغی از پیشگامانِ لیبرالیسم در ایران به شمار می‌رود.

## لیبرالیسم
عمده اندیشه‌های فروغی را از لابه‌لای ترجمه‌هایش می‌توان دریافت؛ به‌واسطه همین ترجمه هاست که «فروغی را اندیشمندی لیبرال، ملی‌گرا، و محافظه‌کار یا میانه‌رو خوانده‌اند. وی را از بنیان‌گذاران لیبرالیسم در ایران می‌دانند.» فروغی سیاستمداری لیبرال بود چرا که آزادی را در معنای لیبرالیستی آن درک می‌کرد و از سوی دیگر او سیاستمداری محافظه‌کار نیز بود چرا که تلقی‌اش از مفهوم ترقی، خصلتی غیررادیکال داشت و هم از این‌رو، کنار نهادن نهادهای سنتی را شرط پیشرفت نمی‌دانست.
رامین جهانبگلو معتقد است:
برای توجیه و توضیح دیدگاه‌های لیبرالی اش، فروغی اشکال گوناگون آزادی از قبیل آزادی اندیشه (اختیار عقاید)، آزادی انتشارات (اختیار طبع)، آزادی مالکیت (اختیار مال) و آزادی اجتماعات (اختیار تشکل انجمن) را به تفصیل و تشریح بیان می‌کند. در رابطه با «برابری»، فروغی آن را «مساوات در مقابل قانون»، «مساوات در مقابل محاکم عدلیه» و «مساوات در [پرداخت] مالیات» تعریف می‌کند. مفهوم اساسی و مرکزی دیگری که در اندیشه لیبرالی فروغی وجود دارد، «وظیفه» است. از نظر فروغی، حقوق فردی بدون تکالیف فردی و هیچ قانونی بدون پیروی از قانون وجود ندارد. در یک سخنرانی معروف در رادیو ملی ایران پس از انتخابات مجلس چهاردهم، فروغی با صراحت بر دیدگاه خود مبنی بر حکومت قانون تاکیدمی کند. هرچند که مفاهیم و ایده‌های بیان شده در کتاب فروغی اصالتاً از آن او نیست، اما قطعاً تفسیر همدلانه و بی غل و غشی از اندیشه‌های روشنگران فرانسوی است که فروغی از آن‌ها به عنوان بنیانگذاران لیبرالیسم مدرن نام می‌برد؛ بنابراین، نیازی به گفتن ندارد که فروغی از نخستین روشنفکران و دولتمردان ایرانی بود که این ایده‌ها را در روندی نظام مند به کار بست. به همین دلیل است که می‌توان گفت تأثیر فروغی در پیدایش و تکوین میراث لیبرالی ایرانی جایگاه خاصی دارد.
رامین جهانبگلو می‌افزاید:
بر اساس دیدگاه فروغی، برای رواج روشنگری در ایران، هم آیی دو شرط لازم است. نه تنها ضروری است که نیروهای اعمال اجبار در جامعه بایستی در شکل نهادها مرسوم شوند، بلکه همچنین لازم است که نوع دیگری از نهادها تا اصلاح و بهبود، اقدام به سرپرستی نهادهای نوع پیشین کنند. به علاوه، این وضعیت، شرط کافی برای برقراری و حفظ تعادل در جامعه سیاسی را مهیا ساخته و بدین سان زمینه را برای شکوفایی آرمان‌های روشنگری آماده می‌کند. آنچه از نوشته‌های فروغی بر می‌آید، باوری خالص به ایده ترقی و مجادله‌ای بر سر تفکیک قوا و حقوق مردمان تحت یک نظام لیبرالی است. پیش و بیش از هر چیز در اندیشه فروغی، ایده ضرورت ترقی موج می‌زند و این واقعیت که پیشرفت در غرب، اساساً به اعتبار یک بازسازی لیبرالی در حوزه‌های اجتماعی، اقتصادی و سیاسی بوده‌است. راز این بازسازی -که به گمان فروغی عامل اصلی پیشرفت‌ها و موفقیت‌های علمی و فناورانه تمدن غربی است- در ایجاد سیستمی برای مدیریت تمام زمینه‌های مبتنی بر فرایند تکاملی نهفته‌است.
رامین جهانبگلو بر این گمان است که فروغی، با اعتقاد به اصول روشنگری در فرانسه و به ویژه با شناختی که از آرای مونتسکیو داشت، بر اصل انفصال قوای حکومتی تأکید می‌ورزید. در کتابی که با عنوان حقوق اساسی (یعنی) آداب مشروطیت ملل در سال ۱۹۰۷ در تهران منتشر کرد این موضوع بارز است. فروغی در این کتاب حاکمیت را تنها از آن تمامی آحاد مردم می‌داند:
سابق بر این مردم تصور می‌کردند که یک نفر یا جماعت باید صاحب اختیار مطلق عموم ناس باشد و امور ایشان را هر طور می‌خواهد و مصلحت می‌داند اداره کند و مردم حق ندارند در اداره امور خودشان مداخله و چون و چرا نمایند. حتی در بعضی ممالک سلاطین مدعی بودند که من جانب الله هستند و به این واسطه امر ایشان امر الهی و واجب الاطاعه است… اما حالا متجاوز از صد سال است که حکما و دانشمندان بلکه اکثر عوام از این رای برگشته و معتقد شده‌اند که هیچ وقت یک نفر یا یک جماعت حق ندارد صاحب اختیار یک قوم و یک ملت بشود و صاحب اختیار ملت باید خود ملت باشد و امور خویش را اداره کند.
فروغی در همین کتاب دربارهٔ نقش حکومت می‌نویسد:
وظیفهٔ دولت این است که حافظ حقوق افراد ناس، یعنی نگهبان عدل باشد. دولت از عهدهٔ انجام وظیفهٔ خود بر نمی‌آید مگر این که به موجب قانون عمل کند. وجود قانون متحقق نمی‌شود مگر به دو امر: اول وضع قانون و دوم اجرای آن. پس دولت دارای دو نوع اختیار می‌باشد: یکی اختیار وضع قانون و دیگر اختیار اجرای قانون. هرگاه اختیار وضع قانون و اختیار اجرای آن در دست شخص واحد یا هیئت واحد باشد، کار دولت به استبداد می‌کشد… بر این پایه دولت تنها زمانی قانونی است که این قوه آن از هم جدا و در دست دو گروه مستقل و جدا باشد.
فروغی معتقد است که: «حقوق عمومی ملت مجموعاً تحت دو عنوان در می‌آید، اول آزادی، دویم، مساوات.» آزادی عبارت است از اختیار انجام هر کاری با این شرط که «اجرای حق یک نفر مضر و منافی اجرای حق دیگری نباید بشود» یعنی حد آزادی یک شخص «قیودی است که به جهت آزاد بودن سایر مردم لازم است.» و فروغی مصداق‌های آزادی را از «اختیار نفس و مال» تا «اختیار اجتماع و تشکیل انجمنی» نام برده‌است… فروغی در تصریح این مفهوم [مساوات] می‌نویسد، «مساوات حقوق غیر از مساوات احوال است و این نوع مساوات صورت گرفتنی نیست زیرا که مردم بالفطره و بالطبیعه از حیث قوه و توانایی و قابلیت و اخلاق و خیالات تفاوت دارند و این اختلافات ناچار منجر به اختلاف احوال می‌شود.» از نظر فروغی مصداق‌های مساوات حقوقی عبارت‌اند از: «مساوات در مقابل قانون»، «مساوات در مقابل محاکم عدلیه» به این معنا که دادگاه‌های خاص نباشد، «مساوات در مشاغل و مناصب» یعنی هیچ شغلی مخصوص طایفه یا طبقه خاصی نباشد و «مساوات در مالیات» یعنی هیچ‌کس بی‌جهت معاف نشود و هرکس به نسبت قوه و استطاعت خود مالیات بدهد؛ یعنی فروغی در تفسیر مفهوم «برابری»، از آموزه سوسیالیستی و آن زمان مسلطِ برابری اجتماعی - اقتصادی دفاع نمی‌کند و صرفاً مفهوم برابری حقوق یعنی «مساوات در مقابل قانون» و شقوق گوناگون آن را مطرح می‌کند.
فروغی دربارهٔ مساوات و عدالت می‌نویسد:
عدالت ایجاب می‌کند که میان اعضای جامعه تساوی حقوق برقرار باشد و همه بتوانند به یکسان از هیئت اجتماعیه بهره برند. ترتیب آزادی به علت اینکه هم موجب ترقی کل جامعه و نیز برقراری تساوی حقوق می‌گردد؛ لذا مبنی بر عدالت است. در چنین وضعی چون هر فردی مختار اعمال خویش است و هیچ قانون منع و انحصاری در کار نیست، هر کس حق دارد در همه چیز ادعا داشته باشد و پیشرفت ادعای او فقط به لیاقت و کفایت و همراهی بخت و اتفاق بستگی دارد. اما عده‌ای این استدلال را نمی‌پذیرند و می‌گویند چون همیشه بخت و اتفاق با کفایت و لیاقت همراه نیست بنابراین تمام مردم با وجود داشتن مساوات حقوقی، در تمتع و بهره بردن یکسان نیستند پس دولت باید در امور تولید و توزیع ثروت دخالت کند و برابری میان مردم را برقرار سازد. نویسنده معتقد است که با چنین کاری عدالت استقرار نخواهد یافت، زیرا که، بالضروره برای اجرای این ترتیب باید از بعضی گرفته، به بعضی دیگر داد و این عدالت و مساوات نیست که اشخاص قابل را به کار وادارند و حاصل زحمت ایشان را به اشخاص ناقابل بدهند.
فروغی آزادی‌خواه و منتقد دولت‌گرایی است:
دخالت دولت جایز نیست و باید به مردم آزادی مطلق داد تا امور خود را اداره کنند. در امور ثروتی (اقتصادی)، اختیار افراد حقیقتاً بر اقدام دولت مزیت کلی دارد و باید مردم به آزادی، ثروت را تولید کنند و توزیع نمایند و به دوران بیندازند و به مصرف برسانند و اگر دولت بخواهد در این باب مداخله کند و بعضی را ترغیب نماید و از برخی طرفداری کند، سنگ راه مردم می‌شود و ممکن است مرتکب ظلم و تعدی شود، چه، مساعدت با جماعتی، ظلم در حق جماعت دیگر است.
در واقع، مطابق با دانش و فهمی عمیق از اقتصاد، در کتاب اصول علم ثروت ملل یعنی اکونومی پلتیک نگاشته‌است: «علم ثروت قطع دارد که توسل به دولت بیجا و حرکت قهقرا است و نباید از دولت متوقع بود که متکفل و متقلد تمام امور مردم باشد بلکه راه ترقی این است که مردم اجتماع‌های آزاد تشکیل دهند و امور خود را بدان وسیله گذرانند.»
فروغی در نقدی صریح بر سوسیالیسم می‌نویسد:
جماعتی می‌گویند دولت باید تمام قوای صنعتی را به دست خود بگیرد، یعنی متصدی کل شود و حال آنکه، قطع نظر از ظلم و جوری که ناچار دولت در این صورت بالنسبه به اشخاص در تعیین شغل و محل کا رایشان خواهد کرد، چطور می‌تواند از عهده این امر برآید، چه باید اطلاع کامل از مقتضیات ثروتی محل داشته باشد و حال آنکه این مقتضیات متصل در تغییر است. نیز باید سلیقه و ذوق و استعداد و کفایت هرکس را به‌خوبی بداند و در این باب اشتباه نکند و چنین چیزی ممکن نیست.
وی سپس نقد خود را این‌گونه ادامه می‌دهد:
اگر انسان‌ها در امور ثروتی آزادی داشته باشند برحسب صرفه شخصی و مسوولیتی که در کار خود دارند موجب پیشرفت امور خواهند شد. اما در صورتی که این امور به دولت واگذار شود به علت بی‌تفاوتی و تعلل و تانی موجود در دستگاه دولتی، پیشرفتی در کارها صورت نخواهد گرفت. بعضی دیگر از افراد، دخالت محدود دولت را به منظور رفع برخی بی‌عدالتی‌ها توصیه می‌کنند. این عقیده هم باطل است و باید مردم در امور صنعتی آزادی مطلق داشته باشند اگرچه بعضی خبط و خطاها هم بکنند. خبط و خطاهای مردم با محسناتی هم همراه است و از تحمل آن‌ها گریزی نیست، اما دولت اگر مداخله کند مشکلات بی‌حد می‌شود و ضررهای فاحش به صنایع وارد می‌آورد و علاوه بر اینها در همت مردم برای کار کردن رخوت ایجاد می‌نماید و موجب می‌شود مردم دست و دلشان در پی کار نرود.
فروغی اندیشمندانه آزادی را در بستر اجرای قانونی برابر حقوق می‌دید:
از رنج و محنتی که در ظرف سی چهل سال گذشته به شما رسیده‌است امیدوارم تجربه آموخته و عبرت گرفته و متوجه شده باشید که قدر نعمت آزادی را چگونه باید دانست و معنی آزادی را دریافته باشید. در این صورت می‌دانید که معنی آزادی این نیست که مردم خودسر باشند و هر کس هر چه می‌خواهد بکند، در عین آزادی قیود و حدود لازم است، اگر حدودی در کار نباشد و همه خودسر باشند هیچ‌کس آزاد نخواهد بود و هرکس از دیگران قوی‌تر باشد آنان را اسیر و بنده خود خواهد کرد. قیود و حدودی که برای خودسری هست همان است که قانون می‌نامند پس مردم وقتی آزاد خواهند بود که قانون در کار باشد و هر کس حدود اختیارات خود را بداند و از آن تجاوز نکند. پس کشوری که قانونی ندارد یا قانون در آن مجری و محترم نیست مردمش آزاد نخواهند بود و آسوده زیست نخواهند کرد… هر کس به قانون بی‌اعتنایی کند و تخلف از آن را روا بدارد دشمن آزادی است یعنی دشمن آسایش ملت است… شما ملت ایران به موجب قانون اساسی که تقریباً سی و پنج سال پیش مقرر شده‌است دارای حکومت ملی پادشاهی هستید اما اگر درست توجه کنید تصدیق خواهید کرد که در مدت این سی و پنج سال کمتر وقتی بوده‌است که از نعمت آزادی حقیقی یعنی مجری و محترم بودن قانون برخوردار بوده باشید و چندین مرتبه حکومت ملی یعنی اساس مشروطیت شما مختل شده‌است. آیا فکر کرده‌اید که علت آن چیست؟ من برای شما توضیح می‌کنم علت اصلی این بوده‌است که قدر این نعمت را به درستی نمی‌دانستید و به وظایف آن قیام نمی‌کردید و بسیاری از روی نادانی و جماعتی از روی غرض و هوای نفس از شرایطی که در حکومت ملی باید ملحوظ شود تخلف می‌کردند.
ملی‌گرایی فروغی کورکورانه نیست:
گر مهر من نسبت به وطن تنها از آن سبب باشد که خود از آن مرز و بوم هستم و بخواهم این عنوان را وسیلهٔ مغایرت خویش و بیگانه قرار داده و از اختلاف و نفاق بین مردم برای خود استفاده کنم، این وطن‌پرستی نیست، خودپرستی است و مانند تعصب دینی آن جماعت از ارباب ادیان که اختلاف دین و مذهب و نفاق بین مردم را وسیلهٔ منافع و اعتبارات شخصی و فرقه‌ای قرار می‌دادند، مذموم است و باید مردود باشد… ولیکن یک وطن‌پرستی بی غرضانه هم هست که هر فردی چون پروردهٔ آب و خاکی است به واسطهٔ نعمت‌ها و بهره‌مندی‌هایی که از وطن و ابنای وطن دریافت کرده نسبت به آن‌ها در خود حق‌شناسی احساس می‌کند، چنان‌که فرزند نسبت به پدر و مادر مهر ورزد. این حب وطن پسندیده‌است بلکه هر فردی به آن مکلف باشد، مگر این‌که می‌توان متذکر شد که این وطن‌پرستی با همهٔ نوع بشر منافات ندارد و انسان هم چنان‌که در درجهٔ اول رهین منت پدر و مادر و در درجهٔ دوم مدیون ابنای وطن است، در درجهٔ سوم ذمه‌اش مشغول همهٔ نوع بشر می‌باشد و همه را باید دوست بدارد و خیر و سعادت همه را بخواهد که خیر و سعادت خود او و قوم او هم در آن است. به عبارت آخری، این قسم وطن‌پرستی جزو تعاون و همبستگی کل نوع بشر است. از این گذشته یک منشأ و مأخذ دیگر نیز برای وطن‌پرستی هست که در نظر من از منشأ سابق‌الذکر هم محکم‌تر و معقول‌تر می‌باشد و آن وطن‌پرستی کسی است که وطن و ابناء وطن خود را لایق مهر و قابل محبت می‌داند، از جهت قدر و منزلتی که در واقع دارند. مانند دوستی کسی نسبت به شخص دیگر نه از جهت خویش و قرابت یا مهربانی و ملاطفتی که بین آن‌ها بوده، بلکه به سبب منزلتی که به واسطهٔ قدر و قیمت واقعی در نظر یکدیگر حاصل نموده‌اند. به عقیدهٔ من به‌ویژه این نوع محبت است که به قول معروف بنای آن خالی از خلل است.
فروغی تأکید ظریفی بر شرافت آحاد مردم در یک حکومت ملی دارد:
روی هم رفته وظیفه جمیع طبقات ملت این است که گفتار و کردار خود را با اصول شرافت و آبرومندی تطبیق کنند که چنان‌که یکی از حکمای اروپا گفته‌است اگر بنیاد حکومت استبدادی بر ترس و بیم است بنیاد حکومت ملی بر شرافت افراد ملت است و مخصوصاً اگر متصدیان امور عامه شرافت را در اعمال خود نصب‌العین خویش نسازند کار حکومت ملی پیشرفت نمی‌کند.
او ضمن افتخار به تاریخ و فرهنگ و تمدن گذشته مردم ایران به جد معتقد است که ممالک مشرق زمین پیش از هر بهانه‌گیری باید به بازسازی خودشان بپردازند:
تمام بهانه فرنگی‌ها در دست درازی به ممالک ما این است که شما از عهده به‌کاربردن نعمت‌های طبیعی برنمی‌آیید و آن را حرام می‌کنید. پس ما باید این کار را صحیح بکنیم. پس اگر خود مشرق زمینی‌ها این کار را بکنند، فرنگی‌ها چه حق فضولی دارند.
دربارهٔ روابط خارجی ایران معتقد است:
... حاصل این که حرف همان است که همیشه می‌گفتم، ایران نه دولت دارد و نه ملت. جماعتی که قدرت دارند و کاری از دست‌شان ساخته‌است مصلحت خودشان را در این ترتیب حالیه می‌پندارند. باقی هم که خوابند… اگر ایران ملتی داشت و افکاری بود، اوضاع خارجی از امروز بهتر متصور نمی‌شد. با همه قدرتی که انگلیس دارد و امروز یکه‌مرد میدان سیاست است با ایران هیچ کار نمی‌تواند بکند… فقط کاری که انگلیس می‌تواند بکند همین است که خود ما ایرانی‌ها را به جان هم انداخته پوست یک‌دیگر را بکنیم… البته من می‌گویم با انگلیس نباید عداوت بورزند. برعکس عقیده من این است که نهایت جد را باید داشته باشیم با انگلیس دوست باشیم… اما این مستلزم آن نیست که ایران در مقابل انگلیس کالمیت بین یدی الغسال باشد. من این فقره را کتباً و شفاهاً به انگلیسی‌ها گفته‌ام و می‌گویم [آن‌ها هم] تصدیق می‌کنند. اما چه فایده، یک دست بی‌صداست. ملت ایران باید صدا داشته باشد. ایران باید ملت داشته باشد…
او هم چنین در قامت یک لیبرال کلاسیک، ضد جنگ نیز ظاهر می‌شود و در یکی از نامه‌هایش می‌نویسد:
من می‌دانم که صلح هم مانند جنگ فداکاری لازم دارد. اما تفاوت میان مللی که برای صلح فداکاری می‌کنند و آنهایی که برای جنگ، این است که هر قومی که علم دار صلح می‌شود، حصول مقصودش احتمالی است. اما آن قوم که مبادرت به تجهیز سلاح می‌نماید، منتهی شدن کارش به جنگ حتمی است، زیرا شمشیرزن عاقبت به شمشیر هلاک می‌شود.
هم چنین فروغی در کنفرانس ژنو با برده‌فروشی و تجارت تریاک مخالفتِ جدّی به عمل آورد.

## مخالفان
یکی از مخالفین فروغی، عباس اسکندری مدیر روزنامه سیاست ارگان نمایندگان اقلیت دوره پنجم مجلس بود که با مدرس نیز همکاری داشت.
از مخالفین دیگر فروغی، محمد مصدق نماینده مجلس در دوره ششم قانون‌گذاری بود. مصدق به همراهی فراکسیون اقلیت که مدرس نیز عضو آن بود، در هنگام معرفی کابینه حسن مستوفی در شهریور ۱۳۰۵ مطالبی در مخالفت با دو وزیر پیشنهادی دولت، حسن وثوق و محمدعلی فروغی، ابراز می‌دارد.
مجید تفرشی، پژوهشگر و تاریخ‌شناس دربارهٔ اختلاف فروغی با مصدق و مدرس می‌گوید:
«در دوره‌های پایانی حکومت قاجار و اوایل دوره پهلوی یعنی دوره‌های پنجم و ششم مجلس، نبردی بین جناح فروغی که جزو موافقان کودتا و تغییر حکومت از قاجار به پهلوی بودند و کسانی که مخالف این جریان بودند مثل مدرس و مصدق وجود داشت که در این جنگ بیشترین حمله به فروغی بود که در مجلس ششم این حملات به اوج رسید؛ البته این به معنی این نیست که همیشه این دو به‌طور مدام در حال جدال بودند. بلکه دورانی هم بوده‌است که این دو همزیستی فکری و سیاسی هم داشته‌اند. اما در خصوص مناقشه مصدق و فروغی در خصوص کاپیتولاسیون هم تجربه نشان داد که فروغی هم میلی به کاپیتولاسیون نداشت. چنانچه طی سال‌های بعد از این دعوا و مناقشه، فروغی نیز کاپیتولاسیون را ملغی کرد.»
محمد افشین‌وفایی نامه‌ای از فروغی در پاسخ به انتقادهای مصدق از خود را منتشر کرده که فروغی در آن مصدق را شارلاتان و عوام‌فریب خوانده که هرگاه لازم باشد شمایل از جیب بیرون می‌آورد و مردم را می‌فریبد. آکادمیا

## موافقان
ملک‌الشعرا بهار، مجتبی مینوی، علامه قزوینی، میرزا ابوالحسن جلوه، میرزا طاهر تنکابنی، جلال همایی، حسین سمیعی، حبیب یغمایی، میرزا عبدالعظیم قریب، داریوش آشوری، موسی غنی‌نژاد و صدها دانشمند دیگر خدمات فرهنگی فروغی را ستوده‌اند.
علی‌اکبر سیاسی شخصیت فروغی را مانند یک تابلوی نقاشی گرانبها می‌داند. برای اینکه بهتر به زیبایی آن پی ببریم باید چند قدم به عقب برویم. وی از فنون ادب بهره کافی و حظی وافر داشت. نویسنده و منشی کم‌نظیری بود. سخن‌سنج، سخن‌شناس، خطیب، ادیب، مورخ و دانشمند بود.
علی‌اصغر حقدار در پیشگفتار کتاب آداب مشروطیت دول اشاره می‌کند که «فروغی یکی از نادرترین روشنفکران با بصیرت ایرانی بود که حلقه ارتباط میان گفتمان فرهنگی و کنش سیاسی را در خود به وجود آورد.»
به گفته صادق زیباکلام، بدون تردید فروغی را باید در زمره فرهیخته‌ترین و موثرترین معماران ایران نوین دانست.